# Кубок НДР з футболу 1981—1982
Кубок НДР з футболу 1981—1982 — 31-й розіграш кубкового футбольного турніру в Німецькій Демократичній Республіці після закінчення Другої світової війни. У кубку взяли участь 89 команд. Переможцем кубка Німеччини вчетверте стало Динамо (Дрезден).

## Попередній раунд
| Команда 1                  | Рахунок | Команда 2                |
| -------------------------- | ------- | ------------------------ |
| 16 серпня 1981             |         |                          |
| Люббенау 63                | 0:1     | Шталь (Геннігсдорф)      |
| Хемі (Шенебек)             | 0:1     | Шталь (Бранденбург)      |
| Мотор Зюд (Нойбранденбург) | 1:3     | Шталь Нордвест (Лейпциг) |

## Перший раунд
| Команда 1                           | Рахунок      | Команда 2                      |
| ----------------------------------- | ------------ | ------------------------------ |
| 5 вересня 1981                      |              |                                |
| Форвертс (Бад-Зальцунген)           | 5:5 пен. 4:5 | Активіст Калі Верра (Тіфенорт) |
| 6 вересня 1981                      |              |                                |
| Мотор (Рудішлебен)                  | 2:3          | Мотор ФГ (Карл-Маркс-Штадт)    |
| Локомотив (Дрезден)                 | 2:3          | Хемі (Белен)                   |
| Мотор (Зуль)                        | 0:2 дч       | Мотор (Вердау)                 |
| Гредіц                              | 0:5          | Уніон (Берлін)                 |
| Локомотив (Анклам)                  | 1:1 пен. 5:4 | Хемі (Шведт)                   |
| Бау (Росток)                        | 3:1          | Шиффарт/Гафен (Росток)         |
| Мотор (Гермсдорф)                   | 0:3          | Шталь (Різа)                   |
| Ландбау (Бад-Лангензальца)          | 3:2          | Шталь (Бланкенбург)            |
| Мотор (Штайнах)                     | 3:1          | Хемі (Цайц)                    |
| Форвертс (Плауен)                   | 4:2          | Вісмут (Гера)                  |
| Активіст (Ешпенгайн)                | 1:3          | Динамо (Айслебен)              |
| Хемі (Вольфен)                      | 2:2 пен. 2:4 | Хемі (Лейпціг)                 |
| Галблайтерверк (Франкфурт-на-Одері) | 0:1          | Активіст Шварце Пумпе          |
| Зандергаузен                        | 5:1          | Глюкауф (Зондерсгаузен)        |
| Мотор (Еберсвальде)                 | 0:6          | Форвертс (Дессау)              |
| Верітас (Віттенберге-Бреезе)        | 2:3          | Динамо (Шверін)                |
| Мотор (Вольгаст)                    | 2:3          | КВО Берлін                     |
| Грайфсвальд                         | 1:2 дч       | Форвертс (Штральзунд)          |
| Шталь (Геннігсдорф)                 | 1:4          | Форвертс (Нойбранденбург)      |
| Шталь (Бранденбург)                 | 6:0          | ІШГ Шверін                     |
| Шталь Нордвест (Лейпциг)            | 3:2          | Мотор (Геннігсдорф)            |
| Гідравлік (Пархім)                  | 1:3          | Локомотив (Штендаль)           |
| Трактор (Беренгофф)                 | 0:2          | Пошт (Нойбранденбург)          |
| Форвертс-2 (Нойбранденбург)         | 1:3          | Вісмар                         |
| Трактор (Клетце)                    | 0:4          | Шталь (Тале)                   |
| Хемі (Маркклеберг)                  | 4:2          | Фортшрітт (Вайда)              |
| Мотор (Тельтов)                     | 1:3          | Бергманн-Борсіг                |
| Мотор (Лесніц)                      | 1:2          | Ауфбау (Крумгермершдорф)       |
| Форвертс-2 (Дессау)                 | 1:1 пен. 5:3 | Мотор (Нордгаузен)             |
| Хемі (Шварца)                       | 0:4          | Мотор (Веймар)                 |
| Хемі-2 (Шведт)                      | 0:2          | Шталь (Айзенгюттенштадт)       |
| Мотор (Гота)                        | 0:1          | Хемі (Ільменау)                |
| Робур (Циттау)                      | 1:2 дч       | Фортшрітт (Бішофсверда)        |
| Турбіне (Шпремберг)                 | 1:2          | Форвертс (Каменц)              |
| Ротатіон (Берлін)                   | 1:2          | Динамо (Фюрстенвальде)         |

## Проміжний раунд
| Команда 1                      | Рахунок | Команда 2                   |
| ------------------------------ | ------- | --------------------------- |
| 27 вересня 1981                |         |                             |
| Уніон (Берлін)                 | 3:2     | Пошт (Нойбранденбург)       |
| Форвертс-2 (Дессау)            | 2:0 дч  | Шталь (Різа)                |
| Форвертс (Штральзунд)          | 2:0     | Бергманн-Борсіг             |
| Мотор (Веймар)                 | 3:1     | Ауфбау (Крумгермершдорф)    |
| Фортшрітт (Бішофсверда)        | 1:2 дч  | Активіст Шварце Пумпе       |
| Зандергаузен                   | 2:3     | Хемі (Ільменау)             |
| Мотор (Вердау)                 | 2:1     | Форвертс (Дессау)           |
| Динамо (Шверін)                | 4:5     | Локомотив (Штендаль)        |
| Форвертс (Каменц)              | 3:0 дч  | Шталь (Айзенгюттенштадт)    |
| Мотор (Штайнах)                | 2:6     | Мотор ФГ (Карл-Маркс-Штадт) |
| Ландбау (Бад-Лангензальца)     | 1:2     | Шталь (Тале)                |
| Динамо (Фюрстенвальде)         | 7:2     | Локомотив (Анклам)          |
| КВО Берлін                     | 3:1     | Бау (Росток)                |
| Активіст Калі Верра (Тіфенорт) | 1:0     | Шталь Нордвест (Лейпциг)    |
| Вісмар                         | 0:1     | Форвертс (Нойбранденбург)   |
| Форвертс (Плауен)              | 2:4     | Хемі (Белен)                |
| Хемі (Маркклеберг)             | 6:3     | Динамо (Айслебен)           |
| Хемі (Лейпціг)                 | 2:1 дч  | Шталь (Бранденбург)         |

## 1/16 фіналу
| Команда 1                      | Рахунок      | Команда 2                     |
| ------------------------------ | ------------ | ----------------------------- |
| 17 жовтня 1981                 |              |                               |
| Шталь (Тале)                   | 0:1          | Локомотив (Лейпциг)           |
| Хемі (Белен)                   | 3:1          | Заксенрінг (Цвікау)           |
| Мотор ФГ (Карл-Маркс-Штадт)    | 0:6          | Форвертс (Франкфурт-на-Одері) |
| Форвертс-2 (Дессау)            | 0:2          | Магдебург                     |
| Активіст Калі Верра (Тіфенорт) | 1:7          | Карл Цейс                     |
| Хемі (Ільменау)                | 0:1          | Рот-Вайс (Ерфурт)             |
| Форвертс (Штральзунд)          | 4:1 дч       | Динамо (Фюрстенвальде)        |
| Хемі (Маркклеберг)             | 2:3 дч       | Енергі (Котбус)               |
| Форвертс (Нойбранденбург)      | 1:5          | Динамо (Берлін)               |
| Форвертс (Каменц)              | 0:1          | Динамо (Дрезден)              |
| Хемі (Лейпціг)                 | 3:3 пен. 4:3 | Уніон (Берлін)                |
| Локомотив (Штендаль)           | 2:5 дч       | Хемі (Галлешер)               |
| КВО Берлін                     | 3:1          | Ганза                         |
| Мотор (Вердау)                 | 3:1          | Хемі Буна (Шкопау)            |
| Активіст Шварце Пумпе          | 0:1          | Вісмут Ауе                    |
| Мотор (Веймар)                 | 0:1          | Карл-Маркс-Штадт              |

## 1/8 фіналу
| Команда 1                     | Рахунок      | Команда 2           |
| ----------------------------- | ------------ | ------------------- |
| 21 листопада 1981             |              |                     |
| Форвертс (Франкфурт-на-Одері) | 3:2          | Локомотив (Лейпциг) |
| Карл-Маркс-Штадт              | 2:1          | Хемі (Лейпціг)      |
| Рот-Вайс (Ерфурт)             | 3:0          | Хемі (Белен)        |
| Форвертс (Штральзунд)         | 3:3 пен. 8:9 | Енергі (Котбус)     |
| Хемі (Галлешер)               | 3:1          | Вісмут Ауе          |
| КВО Берлін                    | 0:2          | Динамо (Дрезден)    |
| Магдебург                     | 1:2          | Динамо (Берлін)     |
| Мотор (Вердау)                | 0:5          | Карл Цейс           |

## 1/4 фіналу
| Команда 1                     | Рахунок | Команда 2         |
| ----------------------------- | ------- | ----------------- |
| 12 грудня 1981                |         |                   |
| Форвертс (Франкфурт-на-Одері) | 1:0     | Рот-Вайс (Ерфурт) |
| Динамо (Берлін)               | 5:3     | Карл-Маркс-Штадт  |
| Енергі (Котбус)               | 2:1 дч  | Хемі (Галлешер)   |
| Карл Цейс                     | 2:3 дч  | Динамо (Дрезден)  |

## 1/2 фіналу
| Команда 1        | Рахунок | Команда 2                     |
| ---------------- | ------- | ----------------------------- |
| 27 березня 1982  |         |                               |
| Динамо (Берлін)  | 2:0     | Форвертс (Франкфурт-на-Одері) |
| Динамо (Дрезден) | 4:1     | Енергі (Котбус)               |

## Фінал
| 1 травня 1982 |

| Динамо (Дрезден)                            | 1:1      | Динамо (Берлін)                             |
| ------------------------------------------- | -------- | ------------------------------------------- |
| Траутман 51'                                | Протокол | Рідігер 85'                                 |
|                                             | Пенальті |                                             |
| - Міттаг - Шмук - Траутман - Гютшов - Пільц | 5:4      | - Ульріх - Ернст - Бакс - Троппа - Терлецкі |

| Стадіон Всесвітньої молоді, Східний Берлін Глядачів: 48 000 Арбітр: Ганс Кулічке |